# Phantom Planet (album)
Phantom Planet è il terzo eponimo album discografico della rock band californiana Phantom Planet, pubblicato nel 2004.

## Tracce
1. The Happy Ending – 3:20
2. Badd Business – 2:18
3. Big Brat – 3:21
4. 1st Things 1st – 2:53
5. Making A Killing – 2:43
6. You're Not Welcome Here – 3:30
7. By the Bed – 3:41
8. Knowitall – 4:03
9. Jabberjaw – 3:16
10. After Hours – 2:46
11. The Meantime – 3:43

## Formazione
- Alex Greenwald - voce, chitarra
- Sam Farrar - basso, cori
- Jacques Brautbar - chitarra
- Darren Robinson - chitarra
- Jason Schwartzman - batteria